# Louise Bovie
Pour les articles homonymes, voir Bovie.
Josine Natalie Louise Bovie, née en 1810 et morte le 11 janvier 1870 à Ixelles (Belgique), est une écrivaine belge.

## Biographie
Louise Bovie a publié un petit roman, La Perdrix, sous le pseudonyme de Marie Sweerts. Elle a également écrit de la poésie et a contribué à la revue littéraire mensuelle Revue de Belgique, où elle a reçu des éloges comme ayant « un esprit distingué ». 
Bovie est la sœur aînée du peintre et mécène Virginie Bovie, avec qui elle a fait une tournée en Italie en 1855. Aucune des deux sœurs ne s'est jamais mariée, et Louise a finalement emménagé dans la maison de Virginie, rue du Trône à Ixelles (banlieue de Bruxelles), et elles y ont vécu ensemble pendant de nombreuses années. Une troisième sœur, Hortense, s'est mariée mais fut bientôt veuve. Louise Bovie est décédée à Ixelles et est enterrée à Dilbeek.

## Voir également
- Littérature belge